# Hans Franzén
Hans Erik Franzén, född 2 december 1940 i Engelbrekts församling i Stockholm, död 17 januari 2019 i Tranås i Jönköpings län, var en svensk ingenjör och företagsledare.
Hans Franzén avlade i unga år ingenjörsexamen. Han kom 1974 från Huddinge till Tranås i Småland där han tillsammans med Agne Svenberg (född 1941) grundade grossistföretaget OEM. Företaget blev en framstående koncern inom teknikhandelsbranschen och börsnoterades 1983 på OTC-listan. Han var koncernchef från starten till och med 2001 samt ledamot av företagets styrelse 1974–1992 och styrelseordförande 1992–2006. År 2017 omsatte OEM 2,7 miljarder.
Han var från 1962 till sin död gift med Siv Falk (född 1942), med vilken han fick barnen Tomas (född 1962), Camilla (född 1965), Mattias (född 1968) och Marcus (född 1976). Sonen Tomas Franzén blev VD för Bonnier AB.